# Boukovo (Bitola)
Pour les articles homonymes, voir Boukovo.
Boukovo (en macédonien Буково) est un village du sud-est de la Macédoine du Nord, situé dans la municipalité de Bitola. Le village comptait 3 494 habitants en 2002.

## Démographie
Lors du recensement de 2002, le village comptait :
- Macédoniens : 3456
- Turcs : 14
- Albanais : 11
- Serbes : 6
- Valaques : 1
- Autres : 6